# کاپیتان زیرشلواری
Captain Underpants یک مجموعه رمان کودکانه مصور از دیو پیلکی نویسنده و تصویرگر آمریکایی است. این مجموعه حول دو دانش آموز کلاس چهارم، جورج بیرد و هارولد هاچینز، ساکن پیکوا، اوهایو و کاپیتان زیر شلواری، یک ابرقهرمان به نام مناسب از کمیک بوک‌های خانگی پسران است که به‌طور تصادفی ("یک جور عمدی") واقعی می‌شود وقتی جورج و هارولد مدیر ظالم، رئیس و بدخلق خود، آقای کراپ را هیپنوتیزم می‌کنند. اندکی بعد، آقای کراپ با نوشیدن آب میوه‌های بیگانه در کتاب سوم، ابرقدرت‌هایی به دست می‌آورد.
در حال حاضر، این مجموعه شامل ۱۲ کتاب، دو کتاب فعالیت، ۱۱ مقاله اسپین آف است و در ۴ آوریل ۲۰۰۶ جایزه انتخاب کودکان را از آن خود کرد. از سال ۲۰۱۴، این مجموعه به بیش از ۲۰ زبان ترجمه شده‌است، بیش از ۸۰ میلیون کتاب در سراسر جهان فروخته شده‌است ، از جمله بیش از ۵۰ میلیون کتاب در ایالات متحده. DreamWorks Animation حق ساخت این مجموعه را برای ساخت اقتباس فیلم سینمایی انیمیشن، که در ۲ ژوئن ۲۰۱۷ منتشر شد، دریافت کرد تا مورد نقد مثبت قرار گیرد.
پس از پایان سری اصلی با دوازدهمین رمان، Captain Underpants and the Sensational Saga of Sir Stinks-A-Lot، در سال ۲۰۱۵، یک سری اسپین آف با عنوان Man Dog در سال بعد منتشر شد. این مجموعه اسپین آف تاکنون ۹ کتاب دارد.